# ووپنافیوردور
ووپنافیوردور (به لاتین: Vopnafjörður) یک منطقهٔ مسکونی در ایسلند است که در آستورلاند واقع شده‌است. ووپنافیوردور ۶۹۵ نفر جمعیت دارد.